# Masterworks: Alles van CPeX
Masterworks: Alles van CPeX is een album van de Belgische groep Clement Peerens Explosition. 
Het is een best-of-compilatie met 5 nieuwe nummers: Geft da kaske na is hier!, Smeirkeis, Leve de Clement zijn wijf!, There's only one Sylvain en de CPeX-versie van de dEUS-song The Architect. 
In oktober 2008 haalde Masterworks driedubbel goud (meer dan 32.500 exemplaren verkocht). 

## Tracklist
1. Geft da kaske na is hier!
2. Foorwijf
3. Boecht van Dunaldy
4. Als ik er ene geef
5. Asbak (van Sid Vicious)
6. Vinde gij mijn gat (Niet te dik in deze rok)
7. Pinokkio
8. Smeerkeis
9. Zagen
10. Leve de Clement zijn wijf!
11. Moeder
12. Filiaal van de hel
13. 't Is altijd iets met die wijven
14. The Architect
15. There is only one Sylvain
16. Loeten
17. Beats of Love (feat. Daisy Aerbeliën)

## Meewerkende muzikanten
- Muzikanten:
  - Clement Peerens (gitaar, zang)
  - Sylvain Aertbeliën (basgitaar)
  - Dave de Peuter (drums)